# Лоно Авраамове

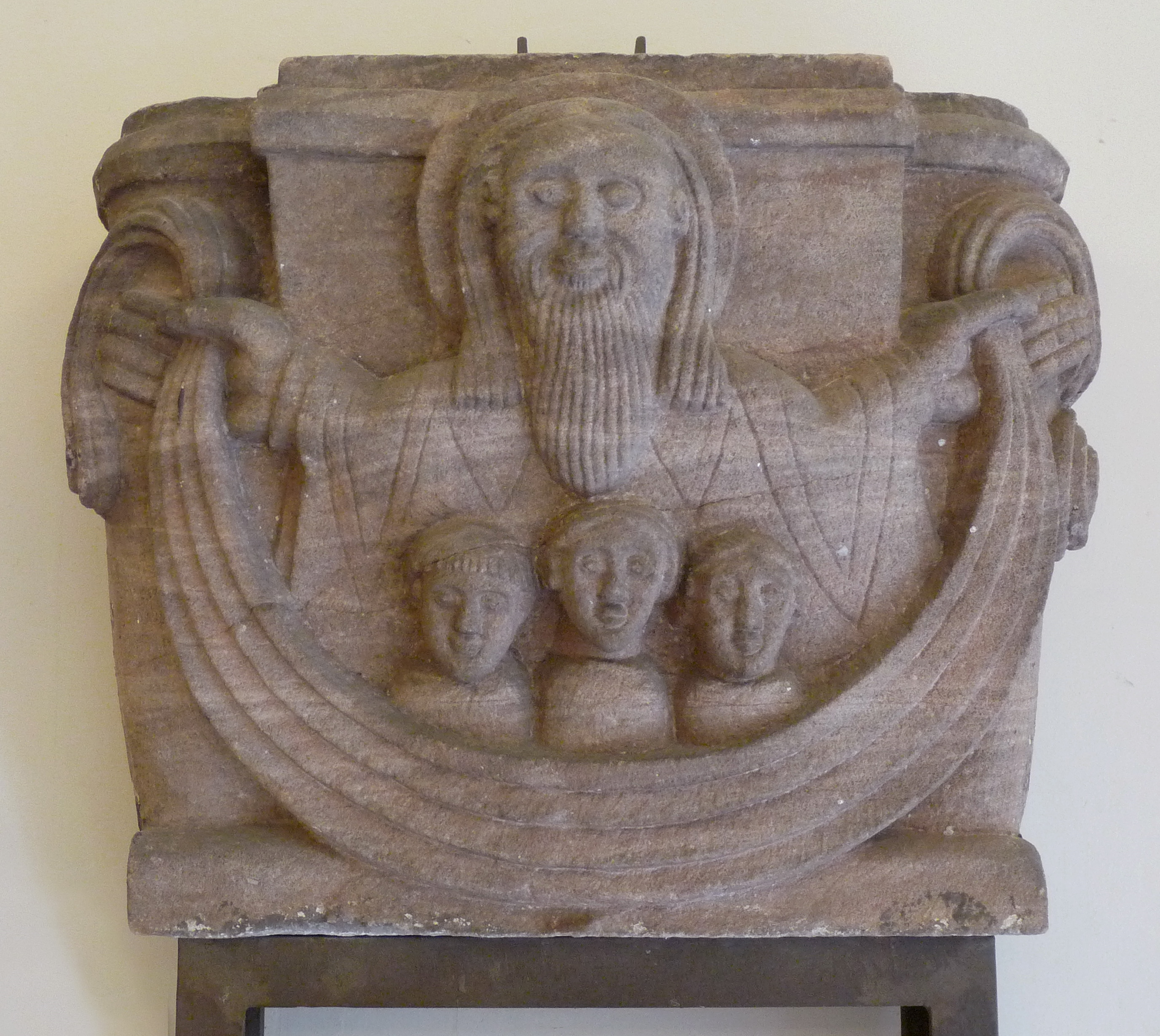
Лоно Авраамове

Ло́но Авраа́мове (івр. חיק אברהם) — у Біблії вираз, що позначає місце спочинку праведників у потойбічному світі. Часом трактується як синонім раю або частина пекла, де перебували праведники до зішестя туди Ісуса Христа. Використовується в юдейській та християнській літературній традиції.

## Образ Лона Авраамового
Місце спочинку праведників з такою назвою описується в Євангелії від Луки, у притчі про багатого та бідного на ім'я Лазар. Тоді як багатого, що за життя вже мав численні блага, янголи віднесли до пекла, Лазаря вони доставили у Лоно Авраамове. Лазар у притчі вказує, що «поміж нами та вами велика безодня поставлена, так що ті, що хочуть, переходити не можуть ізвідси до вас, ані не переходять ізвідти до нас».
Поширене уявлення про Лоно Авраамове як частину пекла, куди потрапляли душі праведників (не зазнаючи страждань, але й не маючи радощів) до того, як Ісус Христос забрав їх звідти до раю.

## Іконографія
Лоно Авраамове зображається через образ Авраама, котрий сидить на престолі чи біля дерева, і тримає на колінах постать Лазаря, що символізує душу померлого. Такі зображення відомі вже з 880—882 років. Інший поширений образ — це Авраам, що тримає біля себе фігурки дітей, котрі позначають душі праведників.